# Grigorij Rosjal
Grigorij Rosjal (russisk: Григорий Львович Рошаль) (født 21. oktober 1899 i Novozybkov i det Russiske Kejserrige, død 11. januar 1983 i Moskva i Sovjetunionen) var en sovjetisk filminstruktør og manuskriptforfatter.

## Filmografi
- Yego prevoskhoditelstvo (Его превосходительство, 1927)
- Salamandra (Саламандра, 1928)
- Peterburgskaja notj (Петербургская ночь, 1934)
- Morgenrøde over Paris (Зори Парижа, 1936)[2][3]
- Familien Oppengejm (Семья Оппенгейм, 1939)
- Artamonov-sagen (Дело Артамоновых, 1941)
- Menneskevennen Pavlov (Академик Иван Павлов, 1949)
- Musorgskij (Мусоргский, 1950)
- Sjostry (Сёстры, 1957)
- Sud sumassjedsjikh (Суд сумасшедших, 1961)
- God kak zjizn (Год как жизнь, 1966)